# فرودگاه بین‌المللی استفنویل
فرودگاه بین‌المللی استفنویل (به انگلیسی: Stephenville International Airport) یک فرودگاه همگانی باربری با کد یاتا YJT است که یک باند فرود آسفالت و بتن دارد و طول باند آن ۱٬۲۰۷ متر است. این فرودگاه در کشور کانادا قرار دارد و در ارتفاع ۲۵ متری از سطح دریا واقع شده است.

## شرکت‌های هواپیمایی و مقصدهای پروازی
| شرکت‌های هواپیمایی | مقصدهای پروازی            |
| ----------------- | ------------------------- |
| ایر سن-پیر        | Seasonal - August: سن-پیر |
| پورتر ایرلاینز    | فصلی: هلفکس استانفیلد     |
| پروونشل ایرلاینز  | منطقه‌ای دیر لیک، سنت جان  |
| سان‌وینگ ایرلاینز  | فصلی: پیرسون تورنتو       |